# Little Voice - È nata una stella
Little Voice - È nata una stella (Little Voice) è un film del 1998 diretto da Mark Herman.

## Trama
Laura è una ragazza che vive in una casa fatiscente in una città di mare del nord dell'Inghilterra. Da quando è morto suo padre Laura non ha più pronunciato una parola: ricevuto il soprannome di "Little Voice", vive reclusa in una soffitta ascoltando i dischi del padre. Le lunghe ore di ascolto dei dischi le hanno affinato un talento per imitare le voci delle grandi interpreti, da Judy Garland a Billie Holiday, da Shirley Bassey a Édith Piaf. Un giorno la madre, donna alcolizzata che non disdegna le compagnie maschili, porta in casa Ray Say, un talent-scout fallito. Anche Laura incontra qualcuno: Billy, un giovane timido e disadattato come lei che lavora per una compagnia telefonica. Ray Say sente casualmente cantare Laura e ne resta impressionato. L'uomo vorrebbe trasformare Little Voice in una star musicale; dopo lunghe pressioni Laura sembra cedere e accetta di esibirsi in pubblico.

## Riprese
Il film è stato girato a Scarborough nel North Yorkshire.

## Accoglienza
Rotten Tomatoes dà al film una valutazione dell'80% basata su 49 recensioni.

## Riconoscimenti
- Golden Globe 1999
  - Miglior attore in un film commedia o musicale (Michael Caine)
- London Film Critics Circle Awards 1999[2]
  - Miglior attore non protagonista britannico dell'anno (Michael Caine)